# Banasurafnittertrast
Banasurafnittertrast (Montecincla jerdoni) är en fågelart i familjen fnittertrastar inom ordningen tättingar.

## Utseende
Banasurafnittertrasten är en liten (20,5 cm) fnittertrast med gråaktig ovansida och grå och ljust roströd undersida. På huvudet syns ett tydligt vitt ögonbrynsstreck, grå hjässa och svart haklapp. Den är mycket lik nilgirifnittertrasten som tidigare behandlades som underart till, men skiljer sig på smutsvita örontäckare istället för roströda, grått på bröst och halssidor med mörk streckning centralt (ostreckat rostorange hos nilgirifnittertrasten), ljusare rostrött på buken och hos honan kortare vinge och stjärt.

## Utbredning och systematik
Arten förekommer i höglänta skogar i Västra Ghats i regionen Coorg i sydvästra Indien. Tidigare betraktades den som underart till nilgirifnittertrast och vissa gör det fortfarande. Vanligen urskiljs den numera dock som egen art efter studier.

### Släktestillhörighet
Banasurafnittertrasten och ytterligare tre nära släktingar, alla förekommande i södra Indien, inkluderades tidigare i Trochalopteron eller i Garrulax när den förra inkluderades i den senare. Genetiska studier har dock visat att arterna i släktet står närmare exempelvis prakttimalior (Liocichla) och sångtimalior (Leiothrix) och lyfts därför numera vanligen ut till det nyskapade släktet Montecincla.

## Status och hot
Banasurafnittertrasten har ett mycket litet utbredningsområde, begräsat till endast fyra områden. Den påverkas negativt av habitatförlust och degradering. Internationella naturvårdsunionen IUCN kategoriserar därför arten som starkt hotad. Världspopulationen uppskattas till endast mellan 530 och 1600 vuxna individer.

## Namn
Fågelns svenska och vetenskapliga artnamn hedrar ornitologen Thomas Claverhill Jerdon (1811-1872).